# Hegyi állaspók
A hegyi állaspók (Tetragnatha montana) a pókszabásúak (Arachnida) osztályának a pókok (Araneae) rendjébe, ezen belül a főpókok (Araneomorphae) alrendjébe és az állaspókok (Tetragnathidae) családjába tartozó faj.

## Előfordulása
A hegyi állaspók mindenütt gyakori.

## Megjelenése
A hegyi állaspók teste keskeny, lábai megnyúltak. Csáprágói nagyok, belül két sorban álló hosszú, hegyes tüskékkel. A test hosszúsága elérheti a 10 millimétert. Felső oldalán ezüstösen vagy aranyosan fénylő, sötétebb, levél alakú rajzolat látható. A sternum (a mellpajzs a lábak között) egyszínű feketésbarna. Álcázást nyújtó testhelyzetben, hosszan előrenyújtott lábakkal mozdulatlanul várja zsákmányát.

## Hasonló faj
A Tetragnatha extensa mellpajzsán világosabb hosszcsíkok húzódnak. Magyarországon gyakori.

## Életmódja
A hegyi állaspók vízpartokon, cserjésekben, árnyékos környezetben él. Az állat küllőfonalakban szegény, kör alakú hálót sző, a háló közepén nyílás található.

## Szaporodása
Párosodáskor a hím csáprágóival megragadja a nőstény csáprágóit. Ennek méregkarmait ekkor pontosan illeszkedő fogak tartják fogva, így nem kerülhet sor „férjgyilkosság”-ra. A fejlődési ideje májustól szeptemberig tart.

## Képek

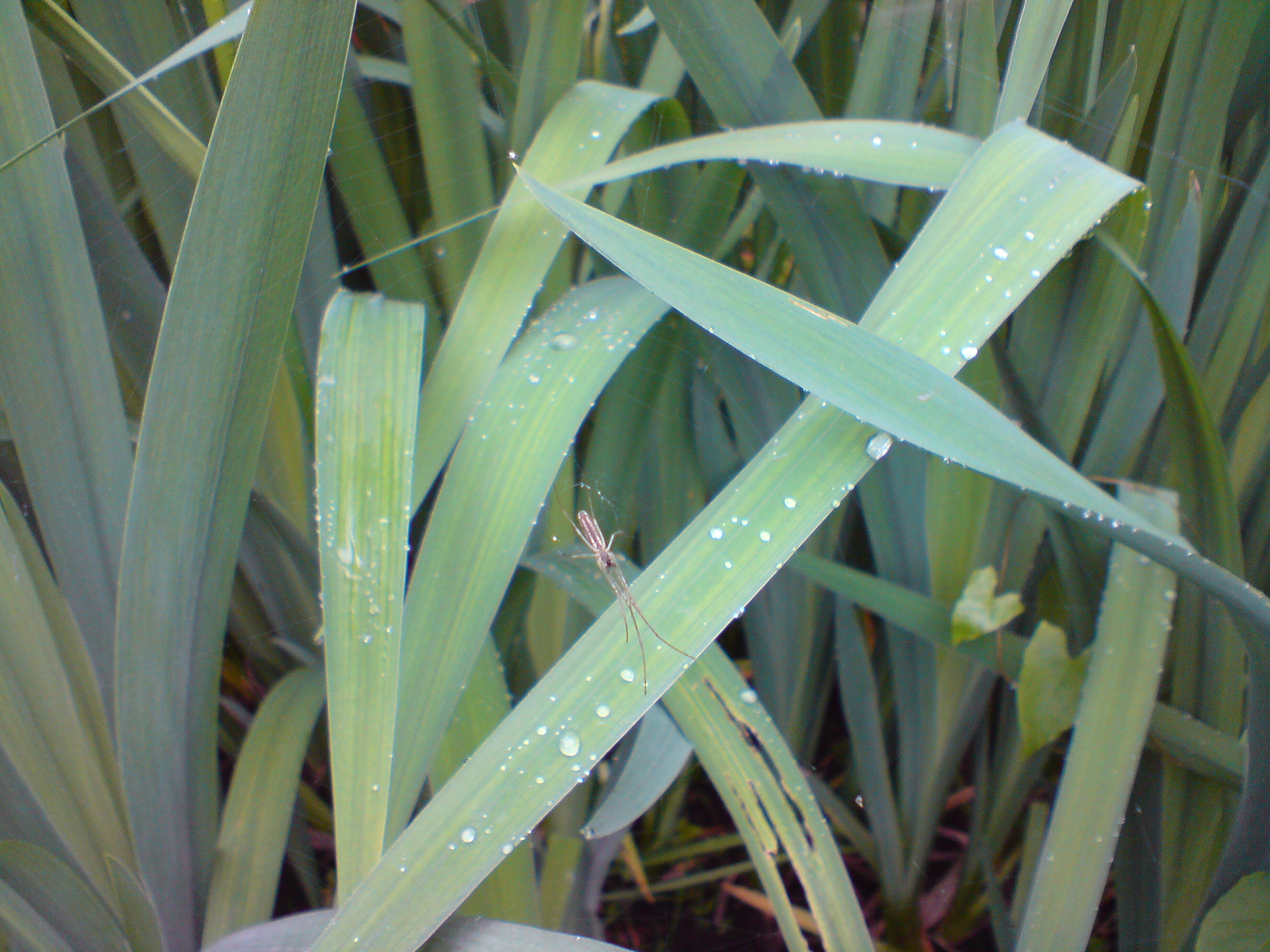
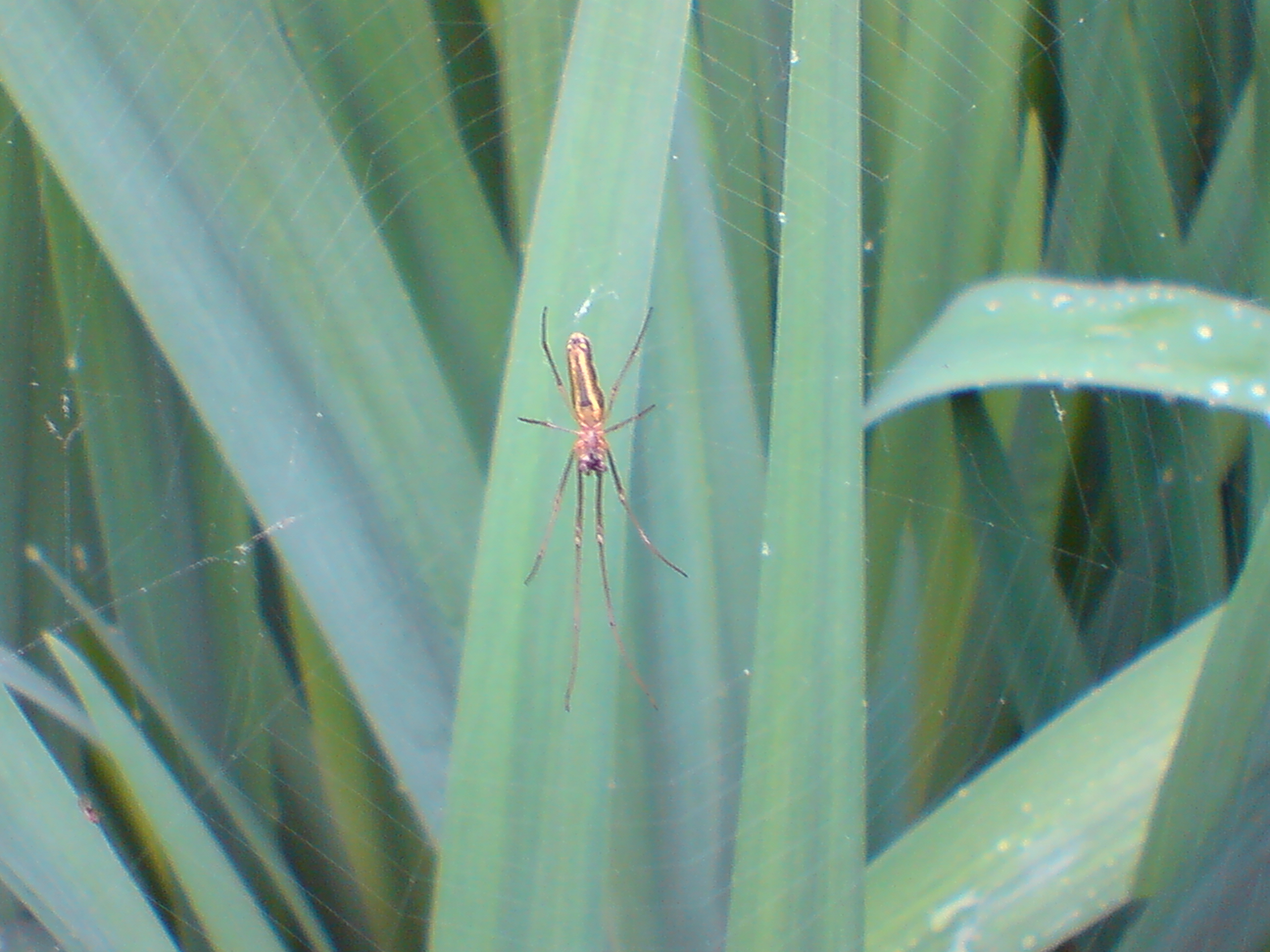
Hegy állaspókon élősködő Acrodactyla quadrisculpta lárva